# EXE
EXE (anglicky executable – spustitelný) je v informatice formát spustitelného souboru a zároveň přípona souboru, ve kterém je spustitelný počítačový program uložen.

## Operační systémy
EXE soubory jsou používány v operačních systémech:
- DOS
- Microsoft Windows
- OS/2
- s pomocí speciální vrstvy (Wine, Cedega, CrossOver...) v Linuxu a některých dalších systémech Unixového typu

## Typy
Existuje několik hlavních typů EXE:

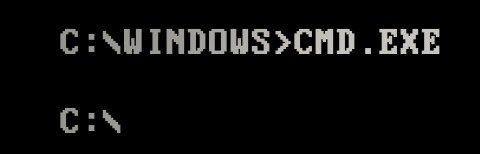
Spuštění příkazového interpretru na OS Microsoft Windows

- DOS executable: formát je identifikován ASCII řetězcem „MZ“ (hexadecimální hodnota $4D $5A na začátku souboru, MZ jsou iniciály Marka Zbikowského – jednoho z vývojářů přímého předchůdce operačního systému MS-DOS)
- 16-bit New Executable: formát je identifikován řetězcem „NE“. Nemůže být spuštěn v DOS, ale může běžet ve Windows a OS/2.
- Mixed 16/32-bit Linear Executable: Je identifikován řetězcem „LE“. Tento formát se přestal používat pro aplikace v OS/2, ale pro VxD drivery v Windows 3.x a Windows 9x, a v DOSu pro DOS extendery jako DOS/4GW a DOS/32A.
- 32-bit Linear Executable: Identifikován řetězcem „LX“. Pracuje v systému OS/2 2.0 a vyšším, a v DOSu pro DOS extendery jako DOS/4GW a DOS/32A.
- 32-bit Portable Executable: Identifikován řetězcem „PE“. Takový program může běžet ve všech verzích Windows NT, Windows 95 a výše.
- 64-bit: Jsou podobné jako PE, ale využívají 64 bitů. Pracují pod Windows XP 64-Bit Edition, Windows Server 2003 64-Bit Edition, Windows 7 64-Bit, Windows Vista 64-Bit.

Drtivá většina EXE souborů stále obsahuje řetězec MZ a za ním jednoduchý program vypisující informaci, že tento program nelze spustit v DOSu, za touto hlavičkou pak následuje "skutečný" program...

## Tvorba spustitelných souborů
Zatímco spustitelný soubor může být ručně naprogramován ve strojovém kódu jazyka, je mnohem více obvyklé vyvíjet software jako zdrojový kód v jazyce vyšší úrovně snadno srozumitelný pro člověka, nebo v některých případech v jazyku symbolických instrukcí. Zdrojový kód je možné sestavit pro spuštění pod různými operačními systémy.